# Élections législatives allemandes de 1907
Les élections législatives allemandes de 1907 permettent d'élire pour la 12e fois les députés du Reichstag. Elles ont lieu le 25 janvier 1907. Elles sont surnommées élections « Hottentotten ».

## Contexte
Les élections sont appelées ainsi en association avec la guerre contre les Héréros qui a lieu dans la colonie allemande du Sud-Ouest africain et en particulier le soulèvement des Namaquas. Ces derniers sont surnommés de manière méprisante Hottentotten par les Allemands. Les opérations militaires qui suivent sont liées à d'importants coûts qui mènent à une crise politique. Le gouvernement a en effet demandé le 2 août 1906 au Reichstag une rallonge budgétaire de 29 millions de Marks afin de financer la guerre. Les sociaux-démocrates notamment s'opposent à cette requête considérant que la guerre est menée sans aucun égard pour les populations locales, les Namaquas ayant selon les estimations perdu 20 000 de leurs membres. Finalement le gouvernement tente de désamorcer la crise en faisant des concessions au SPD. Le député du Zentrum Matthias Erzberger critique tout particulièrement le montant des dépenses engagées dans les guerres coloniales et argumente contre ces dernières. Cela conduit une partie du parti du centre à rejeter également la requête du gouvernement. Le parti conservateur allemand et le parti national-libéral se positionnent au contraire pour la poursuite de la guerre coloniale. Le 13 décembre la demande de rallonge budgétaire est rejetée par une courte majorité 177 voix à 168,.
Le même jour, le chancelier impérial Bernhard von Bülow fait dissoudre le parlement grâce au décret de l'Empereur Guillaume II, qui est également favorable à la manœuvre. La question coloniale n'explique pas seule cette décision, l'Empereur et la bureaucratie sont en effet de plus en plus méfiants vis-à-vis du Zentrum et de sa position politique dominante. Von Bülow, qui ne partage pas ce point de vue et souhaite continuer à gouverner avec le soutien du parti catholique, cède finalement à l'Empereur. Il espère retrouver la confiance du souverain en formant une nouvelle majorité gouvernementale. La situation politique ne lui laisse que peu de choix : seule une coalition avec les conservateurs, les nationaux-libéraux et les libéraux de gauche semble possible. Il s'agit donc d'une résurrection du cartel sans le Zentrum mais avec les libéraux de gauche, qui depuis la mort d'Eugen Richter l'année précédente sont devenus prêts à sortir de leur rôle d'opposition. Cette coalition est par la suite appelée bloc Bülow. Lors des élections, le gouvernement sert d'arbitre quand différents candidats de ces partis sont en ballotage.
La campagne électorale est menée par le gouvernement lui-même, qui promeut une majorité favorable à la « question nationale ». Il combat aussi la social-démocratie : l'ennemi de la monarchie, de la religion et de la propriété. Le Zentrum est également montré du doigt par le gouvernement pour son manque de soutien dans la question nationale. Les partis de la nouvelle coalition doivent être liés par le patriotisme, l'anti-socialisme et l'anticléricalisme. La fédération contre la social-démocratie nouvellement fondée doit aider à la tâche.

## Résultats
La participation atteint 84,7 %, ce qui en fait la plus forte participation enregistrée jusqu'alors aux élections législatives allemandes. Seules les élections suivantes atteignent un score comparable.
Le bloc-Bülow est victorieux : les sociaux-démocrates perdent des circonscriptions grâce à l'arbitrage du gouvernement lors des ballottages de 81 en 1903, le parti passe à 43 mandats. Certes le SPD reste de loin le parti récoltant le plus de suffrages, mais il en perd en pourcentage en comparaison des élections précédentes malgré les quelque 250 000 voix supplémentaires obtenues. La progression continue du SPD depuis 1887 en nombre de sièges au parlement est ainsi endiguées provisoirement. Le Zentrum quant à lui progresse légèrement avec 105 mandats au lieu des 100 obtenus 4 ans auparavant.
Tous les partis du blocs gagnent des sièges, les arbitrages évitant qu'ils ne se neutralisent. Les deux partis conservateurs augmentent ainsi leurs effectifs de 75 à 84 mandats. Les nationaux-libéraux ne progressent que de trois sièges, avec 54 au lieu de 51 en 1903. Les libéraux de gauche par contre connaissent une progression importante avec 49 sièges au lieu de 36. Le bloc gagne des sièges face aux petits partis et aux sans-parti ce qui lui assure une majorité de 220 sièges sur 397.
| Famille politique | Famille politique | Parti | Parti                         | Voix       | Voix   | Voix             | Sièges | Sièges | Sièges          |
| Famille politique | Famille politique | Parti | Parti                         | en million | en %   | comparées à 1903 | nb     | en %   | comparés à 1903 |
| ----------------- | ----------------- | ----- | ----------------------------- | ---------- | ------ | ---------------- | ------ | ------ | --------------- |
| Conservateur      | Conservateur      |       | Conservateur                  | 1,060      | 9,4 %  | −0,6             | 60     | 15,1 % | +6              |
| Conservateur      | Conservateur      |       | Conservateur libre            | 0,472      | 4,2 %  | +0,7             | 24     | 6,0 %  | +3              |
| Libéraux          | Droit             |       | National-libéral              | 1,631      | 14,5 % | +0,6             | 55     | 13,9 % | +4              |
| Libéraux          | Modéré            |       | Union radicale (FVg)          | 0,359      | 3,2 %  | +0,6             | 14     | 3,5 %  | +5              |
| Libéraux          | Gauche            |       | Parti populaire radical (FVp) | 0,736      | 6,5 %  | +0,8             | 28     | 7,1 %  | +7              |
| Libéraux          | Gauche            |       | Populaire                     | 0,139      | 1,2 %  | +0,2             | 7      | 1,8 %  | +1              |
| Catholique        | Catholique        |       | Zentrum                       | 2,180      | 19,4 % | −0,3             | 105    | 26,4 % | +5              |
| Socialiste        | Socialiste        |       | Sociaux-démocrates (SPD)      | 3,259      | 28,9 % | −2,8             | 43     | 10,8 % | −38             |
| Autres            | Autres            |       | Minorité1)                    | 0,651      | 5,8 %  | −0,1             | 29     | 7,3 %  | −3              |
| Autres            | Autres            |       | Partis agricoles2)            | 0,195      | 1,7 %  | −0,7             | 9      | 2,3 %  | +1              |
| Autres            | Autres            |       | Antisémites3)                 | 0,353      | 3,1 %  | +0,5             | 21     | 5,3 %  | +10             |
| Autres            | Autres            |       | Divers4)                      | 0,228      | 2,0 %  | +0,9             | 2      | 0,5 %  | −1              |
| Total             | Total             | Total | Total                         | 11,263     | 100 %  |                  | 397    | 100 %  |                 |

Notes:
- 1) En détail : Welf 1 (−5), Polonais 20 (+4), Danois 1 (±0), Alsace-Lorraine 7 (−2)
- 2) En détail : Fédération des agriculteurs 8 (+4), Fédération paysanne bavaroise 1 (−3)
- 3) En détail : Parti social allemand 7 (+4), Parti allemand de la réforme 6 (±0), Parti chrétien-social 3 (+1), Autres 5 (+5)

## Groupes parlementaires
Tous les députés ne rejoignent pas le groupe parlementaire de leur parti, certains restent également sans groupe parlementaire. Les députés Rupp (Bretten), Roesicke (Kaiserslautern) et Hahn (Neuhaus/Oste) élus pour la fédération agricole rejoignent le groupe des conservateurs. Les autres membres de la fédération agricole Stauffer (Homburg), Roth (Böblingen), Vogt (Hall) et Vogt (Crailsheim), les sociaux-allemands et les chrétiens-sociaux rejoignent le groupe de l'union économique. Le député Welf Olenhusen (Göttingen) rejoint le groupe parlementaire du Zentrum.Les effectifs des différents groupes parlementaires sont les suivants :
| Zentrum                      | 105 |
| Conservateur                 | 62  |
| National-libéral             | 55  |
| Sociaux-démocrates (SPD)     | 43  |
| Parti populaire radical      | 27  |
| Conservateur libre           | 24  |
| Polonais                     | 20  |
| Union économique (de)        | 19  |
| Union radicale               | 14  |
| Parti populaire              | 7   |
| Parti allemand de la réforme | 6   |
| Indépendants                 | 15  |

## Déroulement de la législature
Les crédits militaires sont votés peu après les élections. Le chancelier Bülow ne profite cependant pas longtemps de sa victoire, l'affaire du Daily Telegraph qui éclate en 1908 l'obligeant à démissionner l'année suivante. Les grandes réformes fiscales font éclater le bloc-Bülow: les conservateurs alliés pour l'occasion avec le Zentrum empêchant le vote d'un nouvel impôt sur les successions. Le successeur de von Bülow est Theobald von Bethmann Hollweg.
Les trois partis libéraux de gauche fusionnent leurs groupes parlementaires en 1908. Un groupe autour de Theodor Barth décide alors de faire scission pour fonder l'Union démocratique, qui ne connaît pas un grand succès. Les trois partis fusionnent totalement en 1910 après la fin du bloc Bülow et forment le Parti populaire progressiste qui s'ouvre progressivement à la social-démocratie.